# 巴音朝鲁
巴音朝鲁（1955年10月5日—），蒙古族，内蒙古自治区鄂托克前旗人，中华人民共和国政治人物。内蒙古师范大学政治教育系毕业，吉林大学经济学硕士研究生。1976年9月加入中国共产党，是中共第十七届中央候补委员，第十八、十九届中央委员。曾任中共宁波市委书记，吉林省政协主席，吉林省人民政府省长，中共吉林省委书记、吉林省人大常委会主任、全国人大环境与资源保护委员会副主任委员。现任第十四届全国人大民族委员会主任委员。

## 生平

### 早年經歷
1975年，20岁的巴音朝鲁成为中共基层党工干部，先后在家乡鄂托克前旗和所属伊克昭盟地方党组织部门工作；1980年至1982年，在内蒙古师范大学政教系脱产进修。毕业后，回到伊克昭盟，历任组织部组织科科长，伊金霍洛旗党委副书记、旗长，党委书记；1991年11月，出任共青团内蒙古自治区委副书记；半年后，晋升共青团内蒙古自治区委书记、兼任自治区青联主席；1993年，当选共青团中央书记处书记。此后，巴音朝魯在团中央工作八年，历经李克强、周强两任团中央负责人，官至团中央书记处常务书记、全国青联主席、全国少工委主任。

### 地方历练
2001年4月，46岁的巴音朝鲁离开团中央，調任浙江省人民政府副省長，2003年12月出任中共浙江省委常委、寧波市委書記。2007年10月，在中共十七大上当选中央候补委员。2010年8月，巴音朝鲁出任中共吉林省委副书记，2011年2月当选吉林省政协主席，官居正部级。2012年11月当选中国共产党第十八届中央委员，任中共吉林省委副书记、代省长，2013年1月当选吉林省人民政府省长。2014年8月，巴音朝鲁接替王儒林，任中共吉林省委书记。2014年10月，当选吉林省人大常委会主任。2018年2月24日，当选为第十三届全国人大代表。2020年11月，不再担任中共吉林省委书记。2020年12月，任全国人民代表大会环境与资源保护委员会副主任委员。2023年3月，出任全国人大民族委员会主任委員。